# Harri Vuori
Harri Vuori, född 10 januari 1957 i Lahtis, är en finländsk tonsättare. 
Vuori var elev till bland andra Einojuhani Rautavaara, Paavo Heininen och Eero Hämeenniemi. Han är sedan 1993 lektor i musikvetenskap vid Helsingfors universitet samt sedan 1997 hustonsättare vid Hyvinge orkester. Han har ett stilistiskt rörligt tonspråk, som utvecklats från en relativt typisk modernism mot ett mer mångfasetterat, förhållandevis lättillgängligt uttryck. 
Vuori fick internationellt genombrott med det prisbelönta orkesterverket Kri (1988). I produktionen märks företrädesvis instrumentalkompositioner; bland annat orkesterstyckena S-wüt (1991), Mandelbrotin kaiut (1995), Ylitse kuun, alitse päivän (1999), Symfoni (2003) och konserterna för basklarinett (2001) samt saxofon (2004) och orkester. Han har även komponerat kammar- och vokalmusik samt sceniska verk.